# Solea Pfeiffer
Solea Pfeiffer (Zimbabue; 22 de septiembre de 1994)  es una actriz y cantante zimbabuense. Es conocida por su papel de Eliza Hamilton en la primera gira nacional de Hamilton, que consiguió después de interpretar a María en West Side Story en el Hollywood Bowl. Dos años más tarde, protagonizó la producción de Evita en el teatro New York City Center. A mediados de 2023 se anunció que Solea protagonizaría Hadestown en la producción de Broadway, en el rol de Eurydice.

## Trayectoria
Solea Pfeiffer nació en Zimbabue, hija de dos antropólogos, y creció en Seattle. Se graduó de la Universidad de Míchigan en licenciatura en Bellas Artes y asistió a la Royal Academy of Dramatic Art. Pfeiffer comenzó su interés por la música tomando lecciones de violín a los cuatro años. Asistió a campamentos de teatro y actuó en sus producciones de secundaria y preparatoria.
A los 21 años, Pfeiffer fue seleccionada por Gustavo Dudamel para interpretar a María en West Side Story en el Hollywood Bowl después de que el equipo artístico de la Filarmónica de Los Ángeles le mostrara videos de su actuación. Un año después, hizo su debut en la gira nacional como Eliza Hamilton en el musical Hamilton.
En 2019, Pfeiffer compartió el papel de Eva Perón con Maia Reficco en la producción de Evita del New York City Center, interpretando a Perón entre los 20 y los 33 años.

## Producción artística
| Año  | Producción                     | Papel           | Lugar                |
| ---- | ------------------------------ | --------------- | -------------------- |
| 2016 | West Side Story                | Maria           | Hollywood Bowl       |
| 2016 | Sunday in the Park with George | Celeste #1      | New York City Center |
| 2017 | Hamilton                       | Eliza Hamilton  |                      |
| 2017 | Sondheim on Sondheim           |                 | Hollywood Bowl       |
| 2018 | Songs for a New World          |                 | New York City Center |
| 2019 | Almost Famous                  | Penny Lane      | The Old Globe        |
| 2019 | The Light in the Piazza        | Clara Johnson   | Civic Opera House    |
| 2019 | Evita                          | Eva Perón joven | New York City Center |
| 2020 | Gun & Powder                   | Mary Clarke     | Signature Theatre    |
| 2021 | Simply Sondheim                |                 | Signature Theatre    |